# Placomusophilie

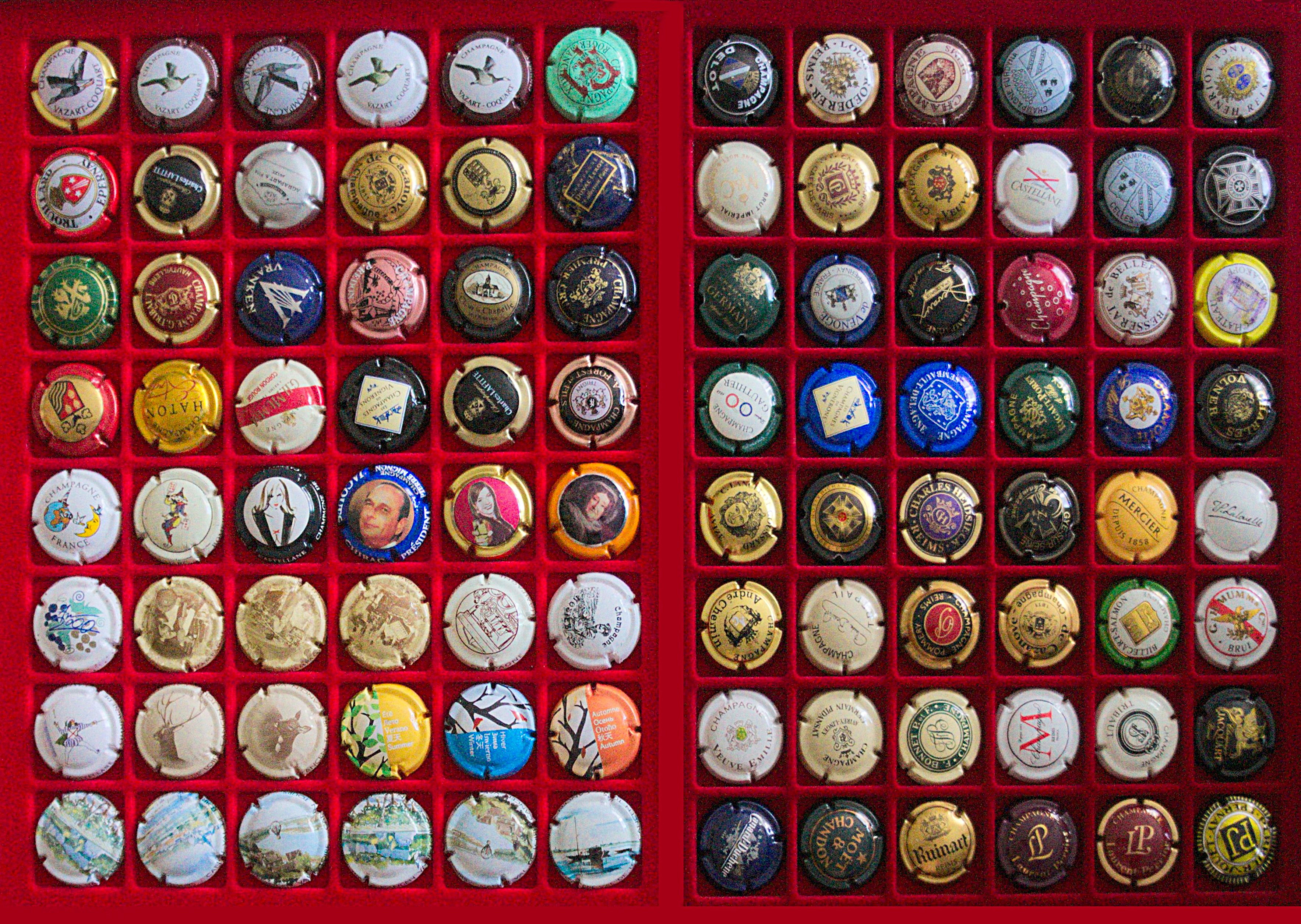
Présentation de plaques de muselet

La placomusophilie est le fait de collectionner les plaques de muselet. Le collectionneur est le placomusophile.

## Objet de la collection
La plaque de muselet est la plaque métallique ronde, située au sommet du bouchon d'une boisson effervescente — champagne, mousseux, crémant, bière, etc. — qui évite au bouchon maintenu en place par le muselet en fil métallique d'être blessé par ce dernier. Elle est souvent appelée capsule, bien que ce terme recouvre nombre d'autres types de fermetures de bouteilles, contenant toutes sortes de liquides. Il existe de très nombreuses sortes de plaques de muselet, les plus connues et les plus renommées en France étant celles de champagne. Nombre de collectionneurs se cantonnent d'ailleurs à cette catégorie.
Mais les plaques de mousseux ou crémants, françaises comme étrangères, celles de bières et autres boissons, ont également leurs adeptes. La vogue de la collection des plaques de muselet aidant, nombre de ces plaques sont passées du statut de simple marque de reconnaissance à celui d'objet de promotion, voire de véritable œuvre d'art. Les collectionneurs se réfèrent à différents ouvrages pour apprécier la cote d'une plaque, et plusieurs magasins et revues se sont spécialisés dans ce type de collection. Les transactions et échanges sont également largement pratiqués sur internet. Mais seules les plaques véritablement anciennes et rares atteignent une cote de quelques centaines d'euros. Différents modes de rangement se pratiquent : albums, vitrines, tiroirs, etc. généralement dotés de cases préformées permettant d’ « encliquer » les plaques.

## Histoire
La capsule de champagne est connue depuis le 5 juillet 1844, date d'un brevet auprès du ministère de l'Agriculture, déposé par Adolphe Jacquesson, négociant à Châlons-en-Champagne. Elle permettait d'assurer une meilleure étanchéité au bouchon de liège, qui était maintenu par des ficelles de chanvre. Cette invention consistait en une plaque de fer blanc tenue serrée par des fils de fer torsadées.
L'impression du mot « champagne » apparut sur ces plaques de muselet au début du XXe siècle. Par la suite, elles devinrent des vecteurs publicitaires pour chaque marque.
Le terme placomusophile fut trouvé par Claude Mailliard, à Vertus, dans les années 1980.
Vertus, village de la Côte des Blancs, a vu la première bourse de collection de placomusophilie en 1989. Depuis, cette manifestation est organisée tous les ans le 11 novembre. Vertus se pare du titre de « capitale mondiale de la capsule de champagne ».

## La collection

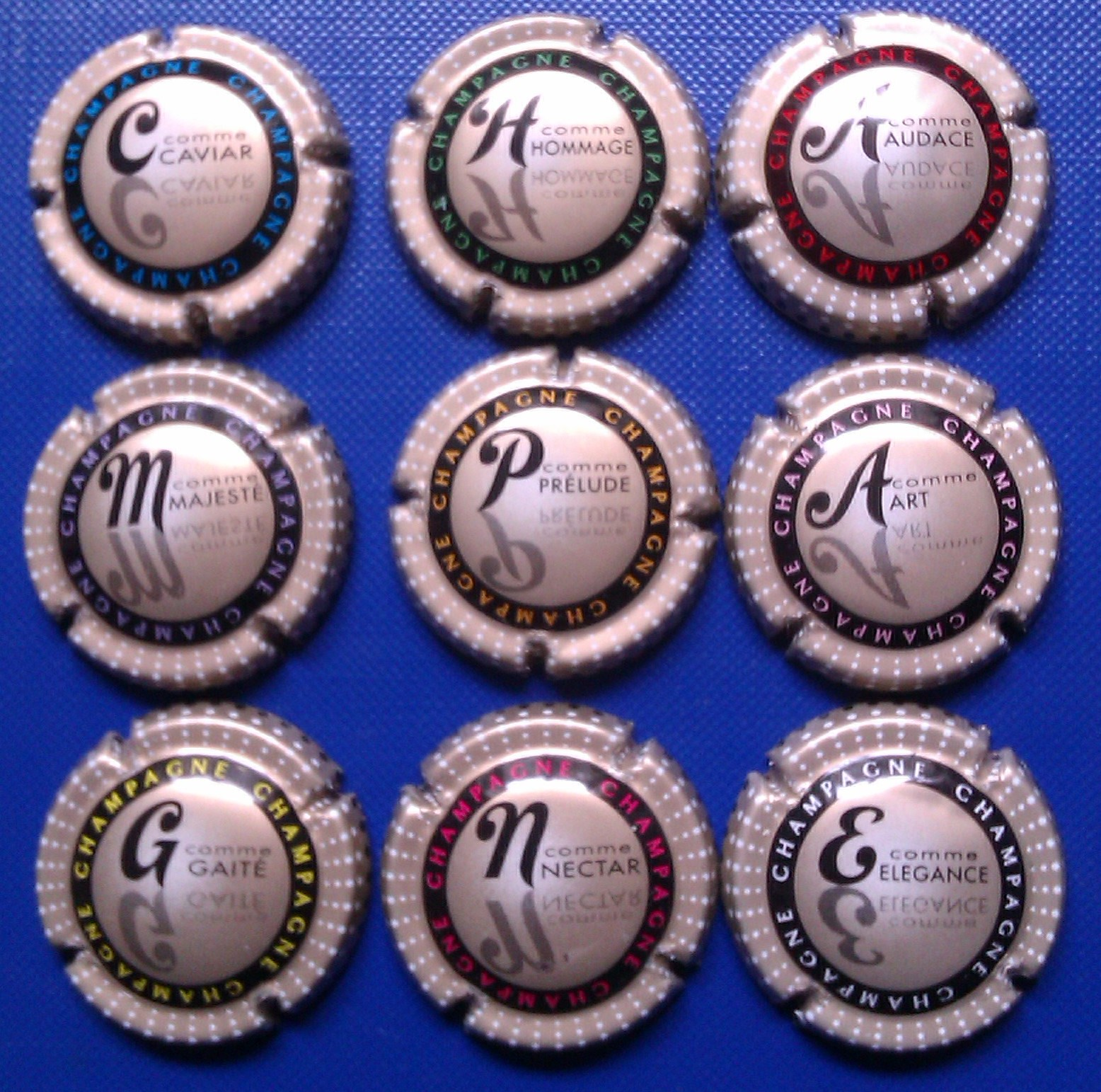
Série de capsules.

Le nombre exact de plaques de champagne différentes est difficile à déterminer précisément, mais il est estimé à plus de 30 000. En effet, au cours des dernières années, avec le développement de cette collection, les producteurs y voyant de nouveaux débouchés, ont multiplié les variétés, n'hésitant pas à changer de couleur tous les ans, pour toutes leurs cuvées. Certaines sont même faites à l'intention exclusive des collectionneurs, ces plaques sont dites de complaisance.
Alors que certains passionnés mettent en collection toutes les plaques qu'ils récoltent pourvu qu'elles soient nouvelles, d'autres préfèrent se focaliser sur un thème (animaux, personnages, écussons, flutes à champagne...) ou cherchent à avoir la totalité des plaques d'un ou plusieurs producteurs déterminés.
Traditionnellement, les plaques s'échangeaient selon la méthode « une pour une » entre collectionneurs, mais c'est de plus en plus « à la cote » que se déroulent les échanges. Cette cote est consultée principalement dans deux ouvrages : le Lambert et le Cap's. Le premier, considéré comme « la Bible » du placomusophile, est de loin le plus répandu.

## Galerie

### Exemples de plaques

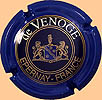
La plupart des producteurs coiffent leurs bouteilles de plaques portant leurs noms ; ici une plaque de Venoge.
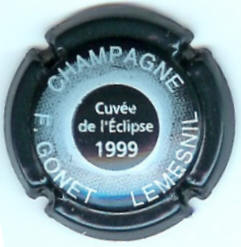
Certains éditent des plaques pour des occasions précises ; elles sont alors dites commémoratives ; en l'occurrence une plaque Gonet pour l'éclipse solaire de 1999.

### Tableaux pour ranger les plaques de champagne

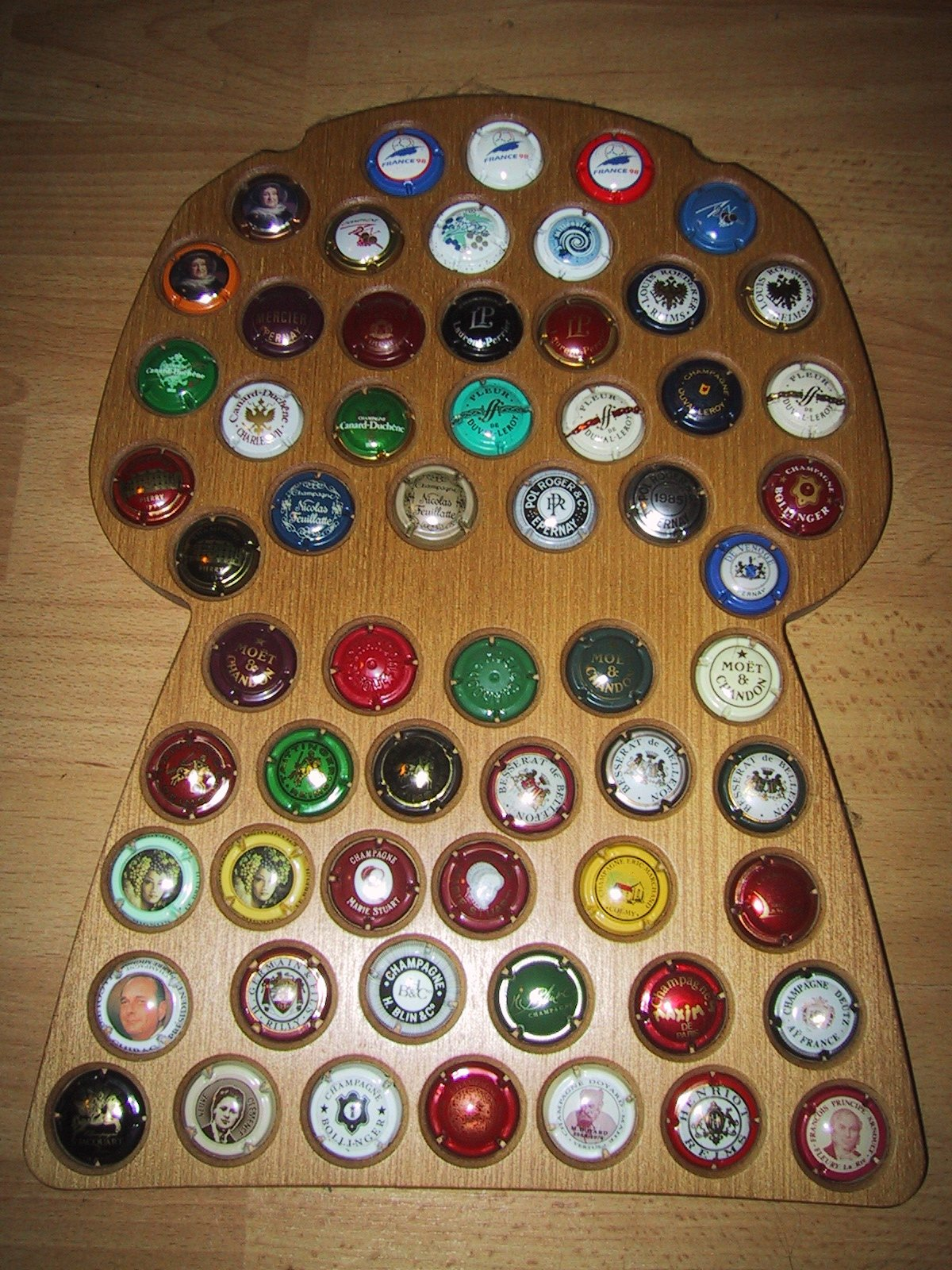
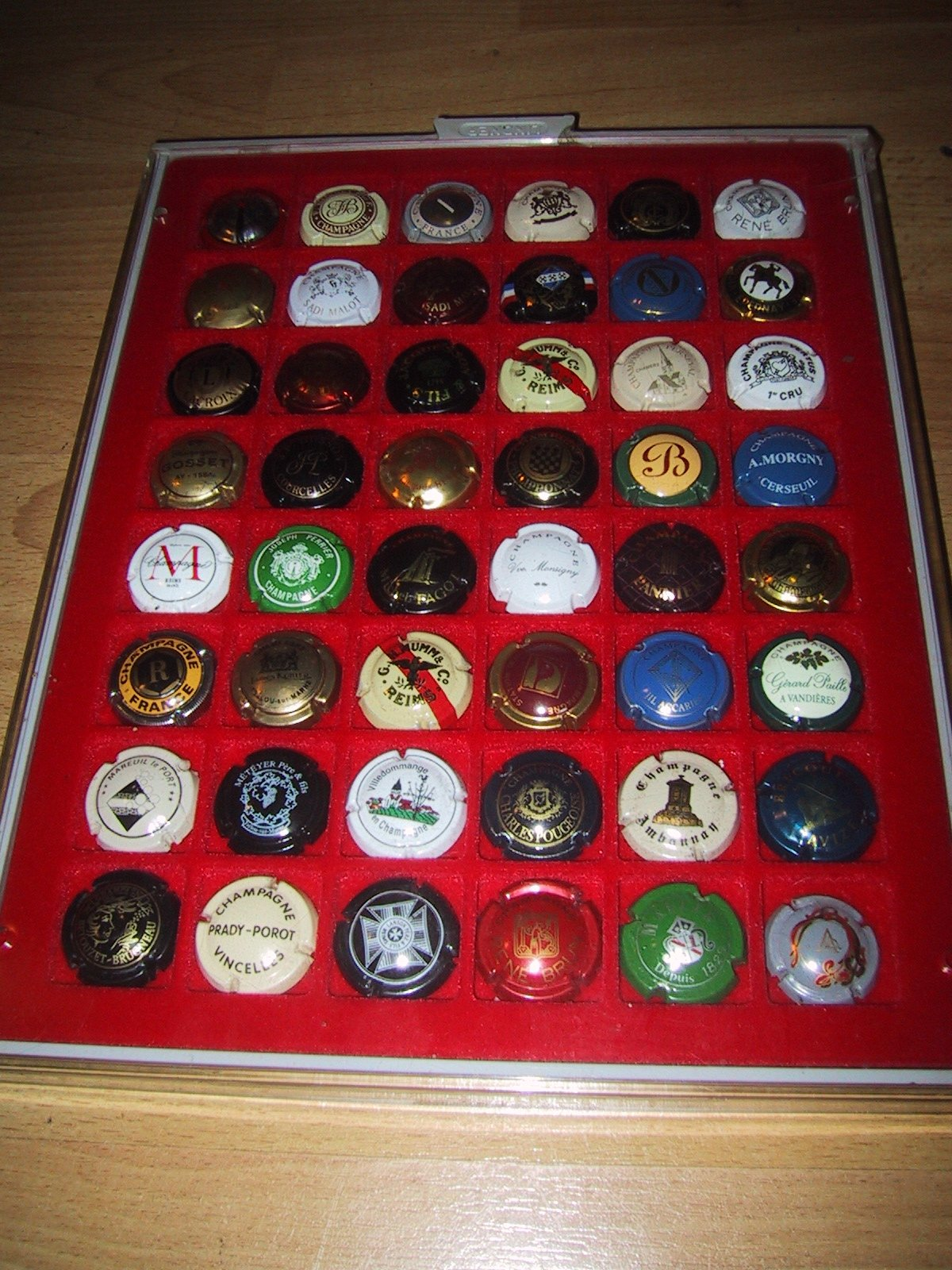